# Свердловский район (Саратовская область)
Свердловский райо́н — административно-территориальная единица в Саратовской области, существовавшая в 1935—1960 годах. Административный центр — с. Свердлово.

## История
Район образован 18 января 1935 года под названием Ней-Вальтерский в составе Саратовского края (с 1936 года — в Саратовской области). В 1939 году в районе проживало 17 547 жителей.
Указом Президиума Верховного Совета СССР от 19 мая 1942 года Ней-Вальтерский район Саратовской области был переименован в Свердловский район, райцентр Ней-Вальтер переименован в село Свердлово.
По состоянию на 1956 год район объединял населённые пункты Александровка, Алексеевка, Берёзовый, Большие Турни, Владыкино, Кологреевка, Колокольцовка, Кленовые Вершины, Красноармейское (Ней-Франк), Курнава, Малая Воронцовка, Малая Князевка, Михайловка, Орловка, Свердлово (Ней-Вальтер), Симоновка, Таловка, Шклово.
19 мая 1960 года район был упразднён, его территория вошла в состав Баландинского района.

## Население
Динамика численности населения
| 1939  | 1959  |
| ----- | ----- |
| 17547 | ↘9441 |

### Национальный состав
По данным переписи населения 1939 года
| № | Национальность | 1939 год       |
| - | -------------- | -------------- |
| 1 | Русские        | 9 623 (54,8 %) |
| 2 | Украинцы       | 4 552 (25,9 %) |
| 3 | Немцы          | 3 299 (18,8 %) |
| 4 | Другие         | 70             |
| 5 | Не указали     | 3              |
| 6 | Всего          | 17 547         |